# 迪克西·达梅利奥
迪克西·达梅利奥（英語：Dixie D'Amelio，2001年8月12日—），是一位美国社交媒体个性和歌手，以在社交媒体平台TikTok上的视频而闻名。 迪克西·达梅利奥是查莉·达梅利奥的姐姐。 2020年，她出演了YouTube网络连续剧《Attaway General》。

## 生涯
妹妹查莉·达梅利奥在TikTok上大受欢迎之后，迪克西的职业生涯开始了。 迪克西也开始在TikTok上发视频。她是TikTok上第9大关注者。

## 个人生活
迪克西·达梅利奥的直系亲属包括她的父亲，政治家马克·达梅利奥。她的母亲海蒂·达梅利奥； 和她的妹妹查莉·达梅利奥。迪克西·达梅利奥现在和诺亚·贝克交往，而前男友为格里芬·约翰逊。